# 義大利憲法
義大利共和國憲法（義大利語：Costituzione della Repubblica Italiana）是1947年12月22日由義大利國民代表大會以453票支持、62票反對通過的憲法。迄今爲止已經基於1947年12月27日《義大利公報》上公布的初版修訂過16次，1948年1月1日该宪法正式生效，取代了一个世纪之前创立的阿尔贝蒂诺宪章。

## 外部連結

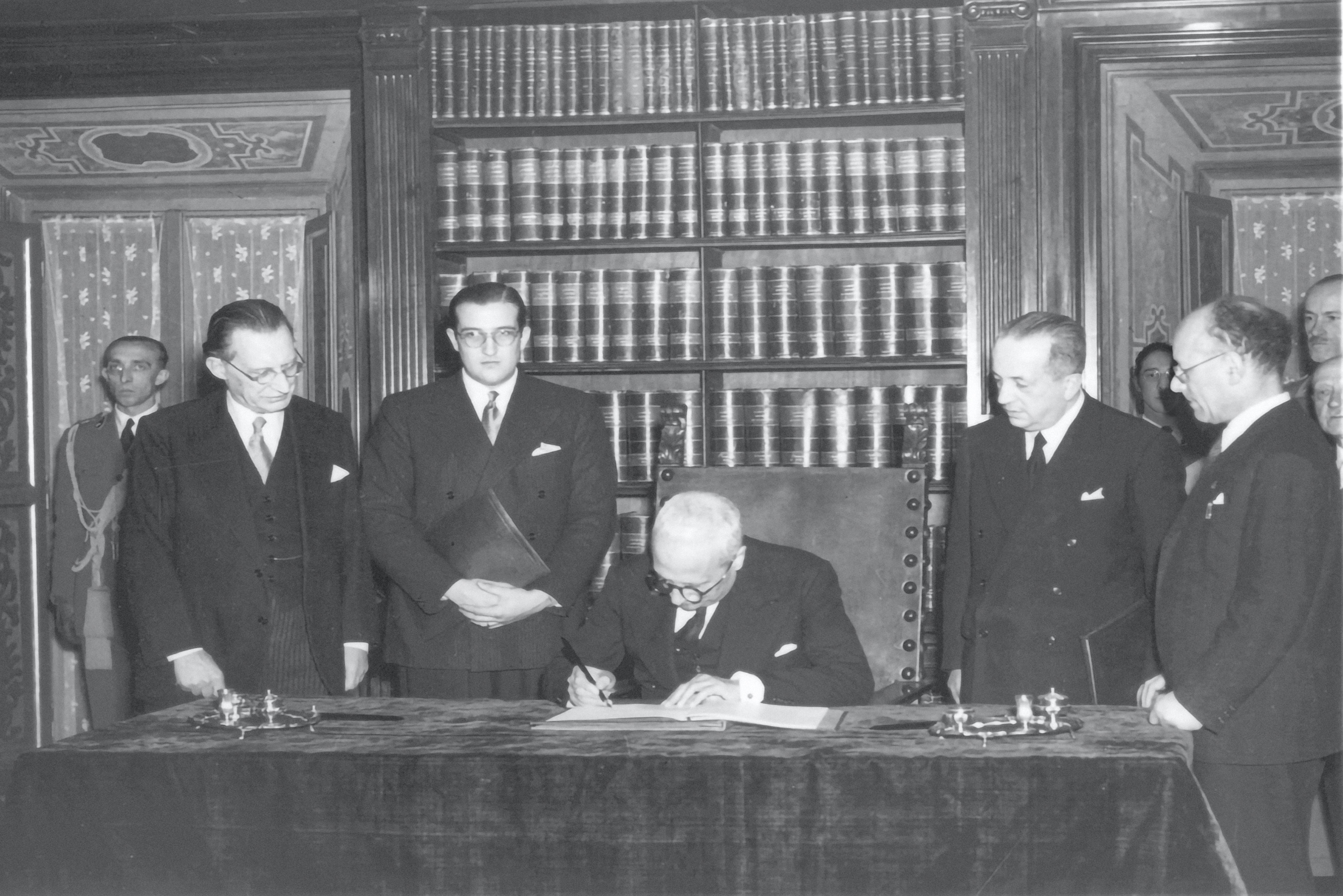
義大利總統恩里科·德尼科拉簽署憲法

- La Costituzione della Repubblica Italiana （页面存档备份，存于） Senato della Repubblica （意大利文）
- The Constitution of the Italian Republic （页面存档备份，存于） Senate of the Republic （英文）
- 意大利共和国宪法（中文）
- Guide to Italian Legal Research and Resources on the Web （页面存档备份，存于）
- The Members of the Constituent Assembly （页面存档备份，存于） （意大利文）
- Archive footage of the Signing of the Constitution （页面存档备份，存于） （意大利文）